# Họ Cá nheo
Họ Cá nheo (danh pháp khoa học: Siluridae) là một họ cá da trơn trong bộ Siluriformes.
Họ Cá nheo thực thụ này chứa 12 chi và khoảng 100 loài cá sinh sống trong môi trường nước ngọt ở khu vực miền đông châu Âu và gần như toàn bộ châu Á, ngoại trừ khu vực Siberia và bán đảo Ả Rập. Cá nheo có lớp da trơn, không có vảy. Đầu của chúng hơi bẹp, miệng rộng và có hai râu dài ở hàm trên, bốn râu ngắn ở hàm dưới. Vây lưng nhỏ còn vây hậu môn thì dài. Phụ thuộc vào từng chi, chúng có thể dài từ 8 cm đến 3 mét.
Một số loài đáng chú ý như cá nheo châu Âu (Silurus glanis), cá nheo Aristotle (Silurus aristotelis) ở Hy Lạp, cá nheo sông Amur hiện đã sinh sống trong các con sông ở châu Âu (Silurus asotus) và cá nheo Ấn Độ (Kryptopterus bicirrhis)- một loại cá cảnh khá phổ biến.

## Hình ảnh

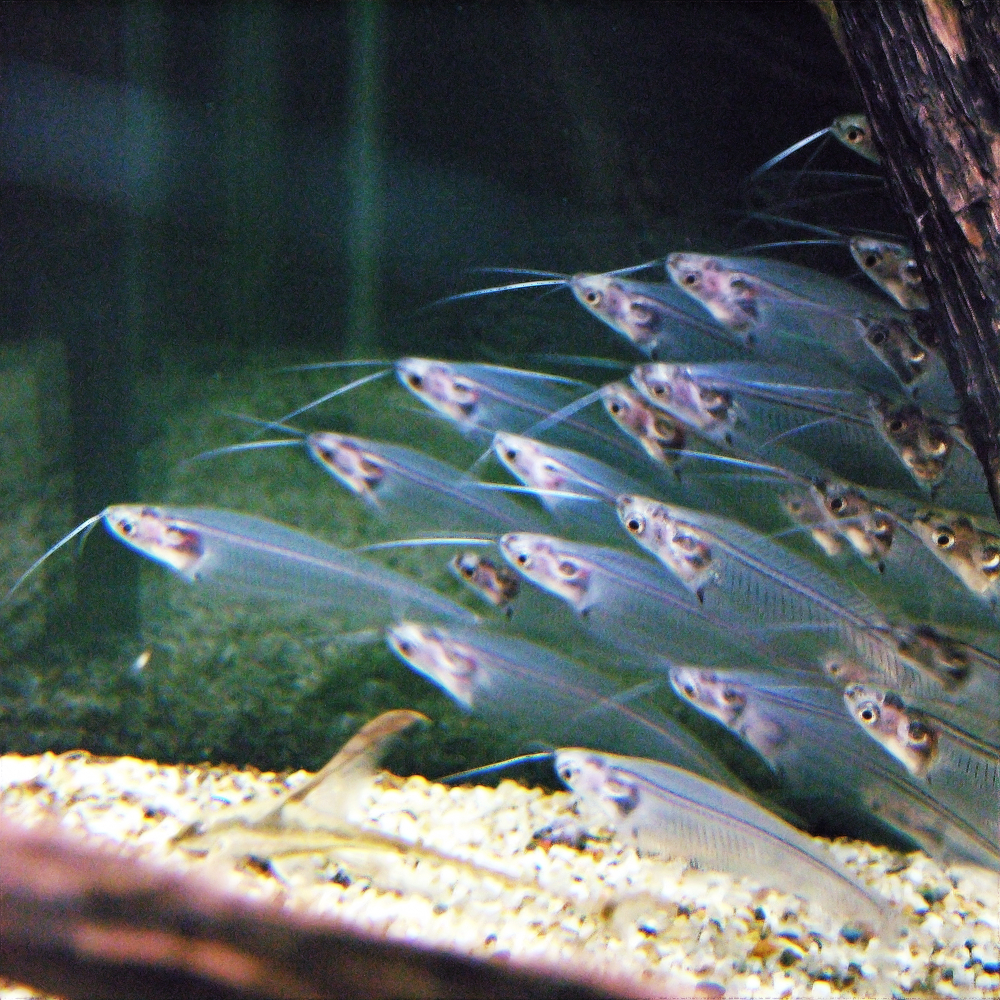
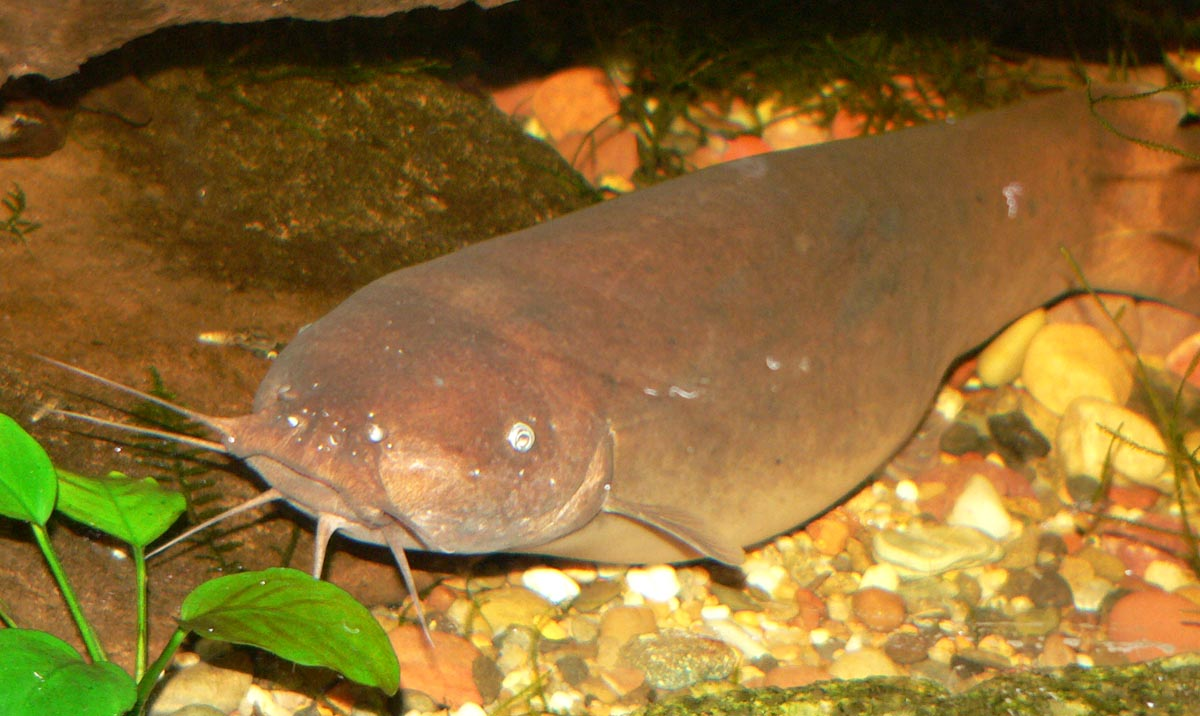
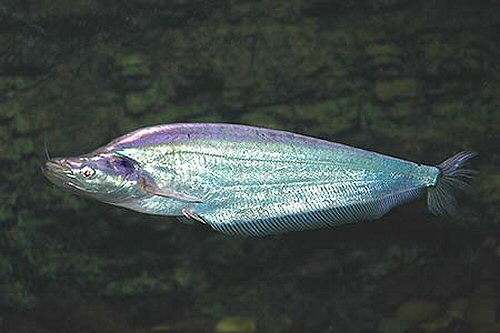

## Các chi
- Belodontichthys
- Ceratoglanis
- Hemisilurus
- Hito
- Kryptopterus
- Micronema
- Ompok
- Parasilurus
- Pterocryptis
- Silurichthys
- Silurus
- Wallago